# Utilizzatori dell'Airbus A340

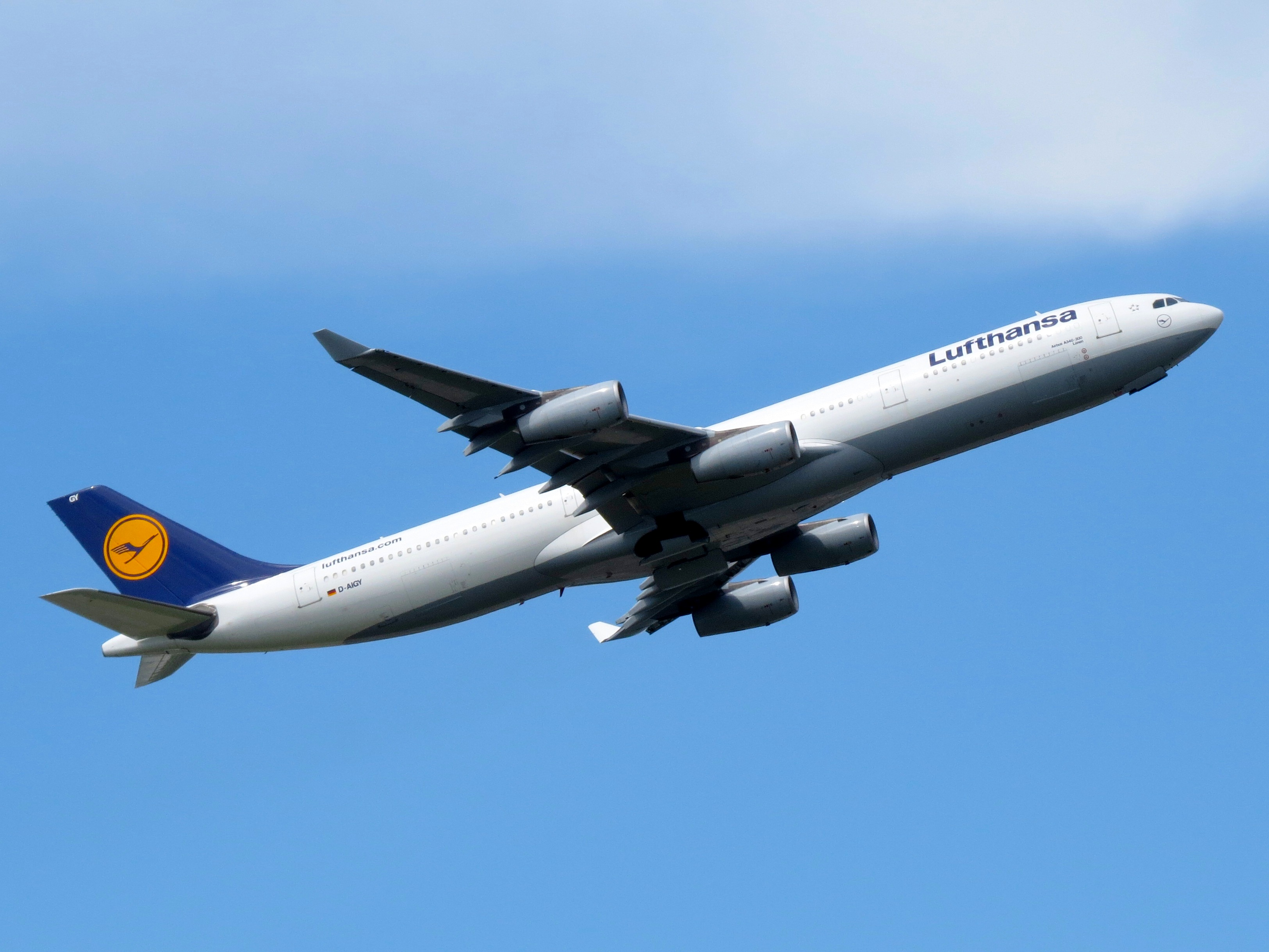
Un Airbus A340 di Lufthansa, l'utilizzatore principale di questo tipo di aereo.

L'Airbus A340 è un aereo di linea a fusoliera larga prodotto dall'europea Airbus tra il 1993 e il 2011. Il velivolo è ideato per il lungo raggio ed dotato di quattro turboventole, alette d'estremità, un ampio piano verticale di coda e dei piani orizzontali in posizione bassa.
Airbus ha sviluppato l'A340 contemporaneamente all'A330 come aereo di linea per le rotte a lungo raggio; venne presentato per la prima volta il 5 giugno del 1987 durante il Salone internazionale dell'aeronautica e dello spazio di Parigi-Le Bourget.
Il prototipo dell'A340-300 effettuò il suo primo volo sull'aeroporto di Tolosa il 25 ottobre 1991. Il primo volo della versione -200 avviene sempre a Tolosa il 1º aprile 1992. La versione -600, che era l'aereo più grande prodotto da Airbus fino all'entrata in servizio dell'A380 nel 2008 e prima dell'uscita del Boeing 747-8 deteneva il primato di aereo più lungo al mondo, ha effettuato il primo volo il 23 aprile 2001. Rappresentava, fino all'entrata in servizio dell'A380, l'alternativa di casa Airbus al 747-400 dell'americana Boeing. La versione -500 ha effettuato il primo volo l'11 febbraio 2002. Airbus ha annunciato il 10 novembre 2011 la cessazione della produzione del quadrimotore Airbus A340. La decisione, secondo la casa costruttrice, è dettata dalle logiche di mercato.

## Ordini e consegne
Legenda tabella:
- O/C: Ordini e consegne.
- OP: Esemplari operativi.

Note:
- dati aggiornati al febbraio 2024[1][2][3];
- il numero degli esemplari operativi è da considerarsi una stima più o meno accurata;
- alcuni utilizzatori hanno più aerei operativi che ordinati. Ciò è dovuto al fatto che le compagnie hanno comprato velivoli di seconda mano o hanno effettuato leasing, e questi non risultano come ufficiali nel conteggio degli ordini;
- l'Airbus A340 non è più in produzione, tutti gli esemplari ordinati sono stati consegnati.

| Compagnia                      | Compagnia                       | A340-200/300 | A340-200/300 | A340-200/300 | A340-500/600 | A340-500/600 | A340-500/600 | TOTALE | TOTALE |
| Stato                          | Nome                            | O/C          | -200         | -300         | O/C          | -500         | -600         | TOTALE | TOTALE |
| Stato                          | Nome                            | O/C          | OP           | OP           | O/C          | OP           | OP           | O/C    | OP     |
| ------------------------------ | ------------------------------- | ------------ | ------------ | ------------ | ------------ | ------------ | ------------ | ------ | ------ |
|                                | Aerei governativi/privati/altro | 7            |              |              | 7            |              |              | 14     |        |
| Canada (bandiera)              | Air Canada                      | 8            |              |              | 2            |              |              | 10     |        |
| Cina (bandiera)                | Air China                       | 3            |              |              |              |              |              | 3      |        |
| Francia (bandiera)             | Air France                      | 14           |              |              |              |              |              | 14     |        |
| Mauritius (bandiera)           | Air Mauritius                   | 5            |              |              |              |              |              | 5      |        |
| Francia (bandiera)             | Air Tahiti Nui                  | 4            |              |              |              |              |              | 4      |        |
| Malta (bandiera)               | Air X Charter                   |              |              | 1            |              |              |              |        | 1      |
| Arabia Saudita (bandiera)      | Alpha Star                      |              | 1            |              |              |              | 1            |        | 2      |
| Regno Unito (bandiera)         | AJW Capital Partners LTD        |              |              |              | 2            |              |              | 2      |        |
| Nigeria (bandiera)             | Arik Air                        |              |              |              | 2            |              |              | 2      |        |
| Austria (bandiera)             | Austrian Airlines               | 4            |              |              |              |              |              | 4      |        |
| Azerbaigian (bandiera)         | AZAL Azerbaijan Airlines        |              |              |              |              | 2            | 1            |        | 3      |
| Nigeria (bandiera)             | Azman Air                       |              |              |              |              |              | 1            |        | 1      |
| Cina (bandiera)                | Cathay Pacific                  | 11           |              |              |              |              |              | 11     |        |
| Taiwan (bandiera)              | China Airlines                  | 6            |              |              |              |              |              | 6      |        |
| Cina (bandiera)                | China Eastern Airlines          | 5            |              |              | 5            |              |              | 10     |        |
| Cina (bandiera)                | China Southwest Airlines        | 3            |              |              |              |              |              | 3      |        |
| Venezuela (bandiera)           | Conviasa                        |              | 1            | 1            |              |              | 3            |        | 5      |
| Svizzera (bandiera)            | Edelweiss Air                   |              |              | 5            |              |              |              |        | 5      |
| Egitto (bandiera)              | Egyptair                        | 3            |              |              |              |              |              | 3      |        |
| Egitto (bandiera)              | Egypt Government                |              | 1            |              |              |              |              |        | 1      |
| Emirati Arabi Uniti (bandiera) | Emirates                        |              |              |              | 10           |              |              | 10     |        |
| Emirati Arabi Uniti (bandiera) | Etihad Airways                  |              |              |              | 11           |              |              | 11     |        |
| Regno Unito (bandiera)         | European Cargo                  |              |              |              |              |              | 8            |        | 8      |
| Finlandia (bandiera)           | Finnair                         | 4            |              |              |              |              |              | 4      |        |
| Svizzera (bandiera)            | Flightlease                     | 2            |              |              |              |              |              | 2      |        |
| Sudafrica (bandiera)           | Global Aviation                 |              |              |              |              | 3            |              |        | 3      |
| Algeria (bandiera)             | Government of Algeria           |              |              |              |              | 1            |              |        | 1      |
| Bahrein (bandiera)             | Gulf Air                        | 6            |              |              |              |              |              | 6      |        |
| Malta (bandiera)               | Hi Fly Malta                    |              |              | 4            |              |              |              |        | 4      |
| Spagna (bandiera)              | Iberia                          | 18           |              |              | 16           |              |              | 34     |        |
| Stati Uniti (bandiera)         | ILFC                            | 16           |              |              | 13           |              |              | 29     |        |
| Iran (bandiera)                | Iran Aseman Airlines            |              |              | 1            |              |              |              |        | 1      |
| Iran (bandiera)                | Islamic Republic of Iran        |              |              | 1            |              |              |              |        | 1      |
| Afghanistan (bandiera)         | Kam Air                         |              |              | 4            |              |              |              |        | 4      |
| eSwatini (bandiera)            | Kingdom of Eswatini             |              |              | 1            |              |              |              |        | 1      |
| Kuwait (bandiera)              | Kuwait Airways                  | 4            |              |              |              |              |              | 4      |        |
| Cile (bandiera)                | LAN Airlines                    | 4            |              |              |              |              |              | 4      |        |
| Romania (bandiera)             | Legend Airlines                 |              |              | 3            |              |              |              |        | 3      |
| Germania (bandiera)            | Lufthansa                       | 35           |              | 17           | 24           |              | 10           | 59     | 27     |
| Libia (bandiera)               | Libya Government                |              | 1            |              |              |              |              |        | 1      |
| Iran (bandiera)                | Mahan Air                       |              | 1            | 7            |              |              | 3            |        | 11     |
| Grecia (bandiera)              | Olympic Airlines                | 4            |              |              |              |              |              | 4      |        |
| Filippine (bandiera)           | Philippine Airlines             | 8            |              |              |              |              |              | 8      |        |
| Spagna (bandiera)              | Plus Ultra                      |              |              | 2            |              |              |              |        | 2      |
| Bahrein (bandiera)             | Qatar Airways                   |              |              |              | 4            |              |              | 4      |        |
| Bahrein (bandiera)             | Qatar Amiri Flight              |              | 1            | 1            |              | 1            |              |        | 3      |
| Thailandia (bandiera)          | Royal Thai Air Force            |              |              |              |              | 1            |              |        | 1      |
| Belgio (bandiera)              | Sabena                          | 5            |              |              |              |              |              | 5      |        |
| Stati Uniti (bandiera)         | Sands Aviation                  |              |              |              |              | 1            |              |        | 1      |
| Arabia Saudita (bandiera)      | Saudi Arabian Government        |              | 1            |              |              |              |              |        | 1      |
| Arabia Saudita (bandiera)      | Saudi Royal Flight              |              | 1            |              |              |              |              |        | 1      |
| Svezia (bandiera)              | Scandinavian Airlines System    | 7            |              |              |              |              |              | 7      |        |
| Singapore (bandiera)           | Singapore Airlines              | 17           |              |              | 5            |              |              | 22     |        |
| Sudafrica (bandiera)           | South African Airways           | 6            |              | 1            | 6            |              |              | 12     | 1      |
| Sri Lanka (bandiera)           | SriLankan Airlines              | 3            |              |              |              |              |              | 3      |        |
| Kuwait (bandiera)              | State of Kuwait                 |              |              |              |              | 2            |              |        | 2      |
| Suriname (bandiera)            | Surinam Airways                 |              |              | 1            |              |              |              |        | 1      |
| Svizzera (bandiera)            | Swiss                           | 9            |              | 4            |              |              |              | 9      | 4      |
| Siria (bandiera)               | Syrian Arab Airlines            |              |              | 2            |              |              |              |        | 2      |
| Portogallo (bandiera)          | TAP Air Portugal                | 4            |              |              |              |              |              | 4      |        |
| Thailandia (bandiera)          | Thai Airways International      |              |              |              | 10           |              |              | 10     |        |
| Turchia (bandiera)             | Turkey Government               |              |              |              |              | 1            |              |        | 1      |
| Turchia (bandiera)             | Turkish Airlines                | 7            |              |              |              |              |              | 7      |        |
| Francia (bandiera)             | Union de transports aériens     | 7            |              |              |              |              |              | 7      |        |
| Germania (bandiera)            | Universal Sky Carrier           |              |              | 1            |              |              |              |        | 1      |
| Regno Unito (bandiera)         | Virgin Atlantic Airways         | 7            |              |              | 14           |              |              | 21     |        |
| TOTALE                         | TOTALE                          | 246          | 8            | 57           | 131          | 12           | 27           | 377*   | 104    |

* il totale di esemplari prodotti è in realtà 380, di cui 377 consegnati a compagnie aeree.

## Timeline delle consegne
|          | 1993 | 1994 | 1995 | 1996 | 1997 | 1998 | 1999 | 2000 | 2001 | 2002 | 2003 | 2004 | 2005 | 2006 | 2007 | 2008 | 2009 | 2010 | 2011 | 2012 | Totale |
| -------- | ---- | ---- | ---- | ---- | ---- | ---- | ---- | ---- | ---- | ---- | ---- | ---- | ---- | ---- | ---- | ---- | ---- | ---- | ---- | ---- | ------ |
| A340-200 | 12   | 4    | 5    | 3    | 3    | 1    | –    | –    | –    | –    | –    | –    | –    | –    | –    | –    | –    | –    | –    | –    | 28     |
| A340-300 | 10   | 21   | 14   | 25   | 30   | 23   | 20   | 19   | 22   | 8    | 10   | 5    | 4    | 2    | 2    | 3    | –    | –    | –    | –    | 218    |
| A340-500 | –    | –    | –    | –    | –    | –    | –    | –    | –    | –    | 7    | 9    | 5    | 4    | 1    | 2    | 2    | 2    | –    | 2    | 34     |
| A340-600 | –    | –    | –    | –    | –    | –    | –    | –    | –    | 8    | 16   | 14   | 15   | 18   | 8    | 8    | 8    | 2    | –    | –    | 97     |
| Totale   | 22   | 25   | 19   | 28   | 33   | 24   | 20   | 19   | 22   | 16   | 33   | 28   | 24   | 24   | 11   | 13   | 10   | 4    | 0    | 2    | 377    |

## Configurazioni di bordo
Legenda tabella:
- F: prima classe.
- B: business class.
- E+: premium economy class.
- E: economy class.

| Compagnia aerea          | A340-300 | A340-300 | A340-300 | A340-300    | Totale posti | A340-500 | A340-500 | A340-500 | A340-500 | Totale posti | A340-600 | A340-600 | A340-600 | A340-600 | Totale posti |
| Compagnia aerea          | F        | B        | E+       | E           | Totale posti | F        | B        | E+       | E        | Totale posti | F        | B        | E+       | E        | Totale posti |
| ------------------------ | -------- | -------- | -------- | ----------- | ------------ | -------- | -------- | -------- | -------- | ------------ | -------- | -------- | -------- | -------- | ------------ |
| Air Belgium              | – –      | 45 32    | – 21     | 212 212     | 257 265      | –        | –        | –        | –        | –            | –        | –        | –        | –        | –            |
| Air France               | –        | 30       | 21       | 224         | 275          | –        | –        | –        | –        | –            | –        | –        | –        | –        | –            |
| Air Madagascar           | –        | 25       | –        | 253         | 278          | –        | –        | –        | –        | –            | –        | –        | –        | –        | –            |
| Air Mauritius            | – –      | 34 34    | – –      | 266 268     | 300 302      | –        | –        | –        | –        | –            | –        | –        | –        | –        | –            |
| AirX Charter             | 100      | –        | –        | –           | 100          | –        | –        | –        | –        | –            | –        | –        | –        | –        | –            |
| Azerbaijan Airlines      | –        | –        | –        | –           | –            | –        | 36       | –        | 201      | 237          | –        | –        | –        | –        | –            |
| Edelweiss Air            | –        | 27       | 76       | 211         | 314          | –        | –        | –        | –        | –            | –        | –        | –        | –        | –            |
| Global Aviation          | –        | –        | –        | –           | –            | 12       | 42       | –        | 204      | 258          | –        | –        | –        | –        | –            |
| Hi Fly                   | 12       | 42       | –        | 213         | 267          | –        | 36       | –        | 201      | 237          | –        | –        | –        | –        | –            |
| Iberia                   | –        | –        | –        | –           | –            | –        | –        | –        | –        | –            | – –      | 46 36    | – 23     | 300 296  | 346 355      |
| Lufthansa                | – –      | 42 30 18 | 28 19    | 181 221 261 | 251 279 298  | –        | –        | –        | –        | –            | 8 8      | 56 44    | 28 32    | 189 213  | 281 297      |
| Mahan Air                | – –      | 30 30    | – –      | 261 269     | 291 299      | –        | –        | –        | –        | –            | –        | 45       | –        | 263      | 308          |
| Plus Ultra Líneas Aéreas | –        | 18       | –        | 285         | 303          | –        | –        | –        | –        | –            | –        | –        | –        | –        | –            |
| Scandinavian Airlines    | –        | 40       | 28       | 179         | 247          | –        | –        | –        | –        | –            | –        | –        | –        | –        | –            |
| South African Airways    | – –      | 36 39    | – –      | 215 215     | 251 253      | –        | –        | –        | –        | –            | –        | 42       | –        | 275      | 317          |
| Swiss Air Lines          | 8        | 47       | –        | 164         | 219          | –        | –        | –        | –        | –            | –        | –        | –        | –        | –            |